# John Hartwell Harrison
  John Hartwell Harrison    (Clarksville, 16 de febrer de 1909 - Boston, 20 de gener de 1984) conegut habitualment com a Hartwell Harrison fou un cirurgià urològic, professor i autor estatunidenc. va dur a terme la primera retirada important d'òrgans humans per al trasplantament a una altra persona; desenvolupà una tasca fonamental com a membre de l'equip mèdic que va rebre el Premi Amory 1961 de l'Acadèmia Americana de les Arts i les Ciències per dur a terme el primer trasplantament de ronyó del món.